# 佐竹音次郎
佐竹 音次郎（さたけ おとじろう、1864年6月13日〈元治元年5月10日〉 - 1940年〈昭和15年〉8月16日）は、明治・大正・昭和時代に日本・中国（当時の関東州を含む）・朝鮮・台湾で、主に児童の養育・救援に尽力した、日本の社会福祉活動家。藍綬褒章受章者。

## 来歴
1864年、土佐国幡多郡下田竹島（現在の高知県四万十市竹島）に、父宮村源左衛門、母佐雄の4男として生まれる。7歳のときに親戚の佐竹家に養子にやられたので名字は佐竹となるが、13歳のときに養父母の離婚により生家に戻って育つ。
1881年に村の小学校の助手となり、1886年に東京府下巣鴨尋常小学校長に就任するも1年後には校長を辞し、神田の明治法律学校（明治大学の前身）を経て、1890年に本郷湯島の医学専門学校済生学舎（日本医科大学の前身）に学んだ。1894年に山梨県立病院に勤務したが1年足らずで鎌倉の腰越に移って腰越医院を開設。なお、甲府での患者だった林紋治郎の夫人が熱心なキリスト教信徒で、餞別として『キリスト伝』と『新約聖書』を贈られたことが入信のきっかけとなり、その後の福祉活動につながる。
1896年、腰越医院に小児保育園を併設（親の不在を示唆する「孤児院」ではなく「保育園」という言葉を考え出した）するとともに、鎌倉在住のピーターソン宣教師、その紹介で津田仙、山鹿旗之進、内村鑑三などとも接点を持った。1905年には医業を廃止して保育事業に専念、1906年には鎌倉町に新園舎を竣工し、鎌倉小児保育園と改称した。
1913年に関東州の旅順支部と朝鮮の京城支部（1921年からは曽田嘉伊智に支部長を依頼）、1915年に台湾の台北支部を設立、1917年には台北支部に愛育幼稚園を開設した。さらに、1929年に台北支部附設託児所愛児の園を開設、1932年に関東州の大連支部、1938年に中国の北京支部を設立。
なお医業廃止後は、主として募金（政財界人や文化人から書画の寄贈を受け頒布する書画会など）を活動資金としたが、佐竹家の生活は清貧そのものであった。この間、1928年に藍綬褒章を受章した。
1940年8月16日死去。在世中の院内収容実人員5571名、幼稚園託児所通園保育児5582名。